# Кладбища Орла
Кладбища Орла — мемориальные комплексные памятники истории и культуры разных исторических эпох, расположенные в городе Орле.
Эти мемориальные ансамбли, возникшие в далёком прошлом, хранят ценную информацию об ушедших поколениях, о людях науки, культуры, искусства, полководцах, государственных деятелях и простых тружениках страны. На многих старинных кладбищах сохранились уникальные произведения скульптуры, старинные церкви и часовни. К теме о некрополях не раз обращались орловские краеведы. Первые заметки публиковал ещё в XIX веке основоположник орловского краеведения Г. М. Пясецкий. Историю отдельных кладбищ описывали С. И. Фёдоров, И. И. Клиорин, Д. В. Аронов, И. Ф. Смирнов. Обобщающую работу по всем кладбищам провёл краевед — профессор Орловского государственного университета, В. А. Ливцов.

## Описание кладбищ

### Православные
К самым древним приходским кладбищам, существовавшим со времён основания города Орла (внутри Орловской крепости) относят: 
- Рождественское — у собора Рождества Пресвятой Богородицы в месте слияния рек Оки и Орлика;
- Козьмодемьянское — у церкви св. Козьмы и Дамиана (близ Богоявленского собора);
- Никольское — у церкви св. Николая Чудотворца в Черкасской слободе (в народе называли храм Николы Рыбного) (район центрального рынка, на месте ПО «Маяк»);
- Георгиевское — у Георгиевской (Сретенской) церкви на ул. Болховской (ныне ул. Ленина, на месте кинотеатра «Победа»);
- Покровское — у церкви Покрова Пресвятой Богородицы на Плаутинском переулке (ныне ул. Степана Разина).

За пределами Орловской крепости:
- Афанасьевское (старое) — у храма Афанасия и Кирилла — Александрийских митрополитов (в нижней части улиц Болховской  [ныне Ленина] и Введенской [7 ноября]), в непосредственной близости от Орловской крепости, где теперь находится здание типографии «Труд» и сквер Артиллеристов. Это было старое кладбище Введенского монастыря, название закрепилось и за новым некрополем женской обители;
- Пятницкое — у церкви Параскевы Пятницы в Пятницкой казачьей слободе (на месте Ахтырского собора по совр. ул. 5 августа);
- Воскресенское (старое) — у церкви Воскресения Христова в Студёной Стрелецкой слободе (на месте Николо-Песковской церкви).

За чертой города на Взвозной горе находился Богоявленский мужской монастырь (сегодня это Свято-Успенский монастырь), при котором возле архиерейского дома существовало:
- Монастырское Успенское кладбище (монастырский погост «Каменный Верх»). Это было наиболее престижное среди городской элиты место захоронений в Орле. Здесь были похоронены генерал, герой Отечественной войны 1812 года, барон Ф. К. Корф, участник штурма Измаила, граф Г. И. Чернышёв, иеромонах устроитель Успенской церкви Евфимий Косминский. К началу XIX века кладбище Успенского монастыря занимало весь мыс Взвозной горы над обрывом Оки. Захоронения производились и в Успенской церкви, ставшей со временем «Владычной усыпальницей». В ней были похоронены епископы Орловские и Севские. После 1917 года при Успенском монастыре пострадал некрополь. В 1920-е годы надгробия с него пошли на ремонт плотины через Оку. В 1932 году оставшиеся надгробные памятники сбросили в реку. В разное время на территории бывшего кладбища и монастыря были общежитие, тюрьма и колония для несовершеннолетних, в 1980-е годы база областной ГАИ, а в 1990-е — монтировались гастролирующие цирки-шапито. В начале 1990-х на территории Успенского кладбища были проведены археологические раскопки, в результате которых найдены каменные надгробия и саркофаги, а также большое количество не потревоженных могил, в том числе пяти епископов[1][2][3].

Во время «литовского разорения» почти все кладбищенские храмы были сожжены польско-литовскими отрядами и погосты при них пришли в запустение. В 30—40-е годы XVII века в Орле началось восстановление некоторых церквей и приходских кладбищ, но использовались также и прежние погосты без церквей. 
- Новое Воскресенское — появилось в 1636 году в Новоприборной Стрелецкой слободе — новом поселении орловских стрельцов вокруг построенной новой церкви Воскресения Христова (угол ул. Черкасской и Воскресенского переулка); снесено в 1930-х, ныне здесь двор жилого дома и вещевой рынок;
- Успенское — приходское кладбище в Посадской слободе (Михаило-Архангельский переулок) было устроено вокруг Успенского (Михаило-Архангельского) собора.

Постепенно отстраивались разрушенные и строились новые храмы, восстанавливались и устраивались погосты при них. 
- Преображенское — у церкви Преображения Господня (Пятницкой) (находилась за Покровской церковью за ЦУМом и 14-этажным домом), построенной около 1720 года. На этом кладбище хоронили драгун и членов их семей;
- Погост у церкви великомученика Калиты — (пересечение улиц Пушкина и 1-й Курской) около леса хоронили бездомных, замёрзших и утопленников, странников и казнённых. Сейчас эта территория занята школой № 32 и детским садом, но в 1-й половине XVIII века ещё являлось окраиной города. Такие места были и в других погостах. Их называли «убогими домами» или амбарами;
- Троицкое кладбище в Пушкарской слободе — приходское кладбище при построенной в 1743 году (на месте пересечения сегодняшних улиц Васильевской и 2-й Посадской) трёхпрестольной Троице-Васильевской церкви;
- Воздвиженское — обустроено в 1759 году при закладке Воздвиженской церкви (на этом месте в 1940 году был построен кинотеатр «Родина» и разбит сквер Поликарпова);
- Смоленское — приходское обустроено в 1768 году в Стрелецкой слободе при церкви Смоленской иконы Божией Матери. В начале XIX века рядом был построен новый Смоленский храм. На месте старого храма и кладбища в Советское время построили кинотеатр «Комсомольский»[1][2].

В 1771 году Сенат вынес определение, чтобы «… впредь по городам при церквах никого не хоронить, а отвесть для того особые кладбища за городом на выгонных местах …». 
Для исполнения этого определения в 1772 году в Орле были отведены земли под кладбища в трёх местах: 
- Крестительское — между Кромской и Карачевской дорогами;
- Ахтырское (старое) — по Новосильской дороге, которое проработало недолго (с 1772 по 1786 год) и было упразднено (на этом месте сегодня Ахтырская церковь). Вместо Ахтырского (старого) в 1786 году на правом берегу реки Оки устроили:

Сергиевское, на котором хоронили, в основном, мещан и купцов. Кладбище было закрыто в 1931 году и окончательно уничтожено в 1950-е годы при строительстве (расширении) дополнительных корпусов завода «Орёлтекмаш» (механического, сборочного и других цехов);
- Борисоглебское — на казённой Ямской земле, где впоследствии находился Борисоглебский собор (недалеко от библиотеки им. Бунина на ул. Салтыкова-Щедрина). Кладбище просуществовало недолго и было также вскоре упразднено в связи с городской застройкой. Вместо него за городом устроили новое кладбище:

Троицкое — на углу Наугорской дороги и совр. ул. Лескова.
Эти новые места были обнесены валами и на них построены одновратные деревянные часовни.
- Афанасьевское (новое) — основано в 1844 году на восточной окраине города (угол совр. ул. Емельяна Пугачёва) при Свято-Введенском женском монастыре;
- Гарнизонное (военное) братское кладбище — устроено в 1890 году вдоль Наугорской дороги. Кладбище разрушено в период Великой Отечественной войны. После 1945 года место было застроено частными жилыми домами, в середине 1970-х их снесли и разбили сквер перед заводоуправлением ПО «Научприбор». 8 мая 1999 года на этом месте с воинскими почестями установили мемориальный знак с надписью: «В память о братском гарнизонном кладбище, где были погребены: воины, павшие за свободу и независимость России в 1890—1918 гг.; солдаты и офицеры — участники Первой мировой войны, умершие от ран и болезней в госпиталях г. Орла в 1914—1918 гг.; бойцы и командиры Красной Армии, замученные в фашистском плену в 1941—1943 гг., уроженцы России, Азербайджана, Австрии, Белоруссии, Венгрии, Германии, Латвии, Литвы, Польши, Румынии, Словакии, Украины, Чехии, Эстонии»[1][2].

### Других религиозных конфессий
В 1783 году орловские староверы-беглопоповцы за городом на левом берегу Оки купили землю у старика Лутова (рядом с нынешним парком «Ботаника») и устроили здесь старообрядческое кладбище. Это место называли по имени хозяина «Лутов Хутор» и кладбище прозвали «Лутовым». На кладбище была построена часовня. В годы гонения на староверов и присоединении некоторых из них к единоверцам часовню расширили пристройкой алтаря и церковь освятили во имя св. Николая Чудотворца в марте 1842 года. После войны кладбище упразднили. С 1947 года территория старообрядческого кладбища принадлежала Орловской плодово-ягодной станции. Со временем с кладбища исчезли все надгробия и на этом месте вырос новый микрорайон «Новая Ботаника». В 1830-е годы, после конфликта двух старообрядческих толков беглопоповцев и беспоповцев, беспоповцы основали на противоположном берегу Оки своё кладбище, называемое перекрещенским (на этом месте сегодня дачные участки). В 1840-х годах для погребения евреев отвели участок на правом берегу Оки для еврейского кладбища (за гипсовым комбинатом по Московскому шоссе). В 1895 году, в связи с ростом жителей еврейской национальности, был отведён дополнительный участок земли и вокруг кладбища построили ограду. По решению горсовета кладбище закрыли в 1962 году. Захоронения по желанию родственников перенесли на другие городские кладбища. После закрытия кладбище постепенно разрушалось, была уничтожена ограда и многие надгробия. Ручей с территории гипсового комбината постепенно превратил середину кладбища в овраг, куда сползло большинство могил. На самом старом участке кладбища были выстроены гаражи, а на месте где был вход магазин автозапчастей.

В Орле существовала община поляков-католиков, в их числе и лица, сосланные за участие в национально-освободительном движении. Община имела свой молельный дом. А в 1860 году на углу улиц Садовой (ныне М. Горького) и Введенской (ныне 7 ноября) соорудили часовню, а через год костёл. Римско-Католическая община города Орла имела приходское кладбище близ Троицкой церкви, являвшееся особым участком Троицкого кладбища. Для него в 1857 году было отведено городское пустопорожнее место в 400 квадратных сажень, за которое была уплачена серебром требуемая сумма. В 1912 году постановлением Городской Думы для расширения католического кладбища был отведён дополнительный участок земли в 780 квадратных саженей. Оба участка были обнесены каменной стеной (работы по ограждению первого участка стеной из камня производил в 1853 году архитектор И. Ф. Тибо-Бриниоль), на первом участке была устроена каменная часовня. В послереволюционное и послевоенное время католический участок был слит с общей территорией Троицкого кладбища, стены почти полностью разобраны, часовня снесена, почти все надгробия утрачены. Большинство мраморных и гранитных памятников снято со своих мест и использовано вторично, кресты на них отломаны, надписи перебиты на новые. В таком виде многие из них установлены на захоронениях советского времени в разных частях Троицкого кладбища, на его воинском участке.

В Орле существовала также немецкая лютеранская община, имевшая своё лютеранское кладбище. Оно появилось в 1855 году и располагалось севернее католического. После революции 1917 года территории католического и лютеранского кладбищ вошли в состав Троицкого. В 1994 году постановлением администрации города верующим лютеранской общины на территории Троицкого кладбища была передана часовня и земельный участок около неё. За лютеранским находилось небольшое мусульманское кладбище. Сейчас на этом месте сквер Воинов-интернационалистов и одно из зданий Приокского государственного университета.

## Старинные, ныне сохранившиеся

### Иоанно-Богословское
Иоанно-Богословское (Платоновское) — ныне действующее кладбище расположено на высоком левом берегу реки Оптухи в селе Платоново (бывшее «Богословское, что в сельце Блудово»). Упоминается в писцовой книге Орловского уезда за 1594—1595 гг.: «… На погосте церковь Иван-Богослов, на реке Оптухе под Тайчюковым лесом, древян клетцки, …». В 1804 году помещиком В. А. Медведевым вместо деревянной была построена каменная церковь во имя святого апостола и евангелиста Иоанна Богослова. В 1995 году старый храм после ремонта был открыт и возвращён верующим. В связи с нехваткой кладбищенских территорий в 1994 году рядом с церковью был выделен земельный участок площадью 84 га для уже городского Иоанно-Богословского кладбища. В 2009 году постановлением городской администрации кладбище утверждено действующим общественным кладбищем города Орла.

### Лепёшкинское
Ещё одно древнее кладбище, недавно действующее, в настоящее время вошедшее в черту города — это Лепёшкинское, находящееся на границе города Орла и территории Платоновского сельского поселения Орловского района. Оно появилось в XVI веке у села Старцево (бывшее Лепёшкина) на берегу ручья Леженка и располагалось вокруг приходской церкви Николая Чудотворца. Упомянуто в писцовой книге Орловского уезда за 1594—1595 гг. Существующий двухпрестольный каменный храм и во времена Советской власти никогда не закрывался. В 2009 году утверждено в качестве закрытого общественного кладбища города Орла.

### Крестительское

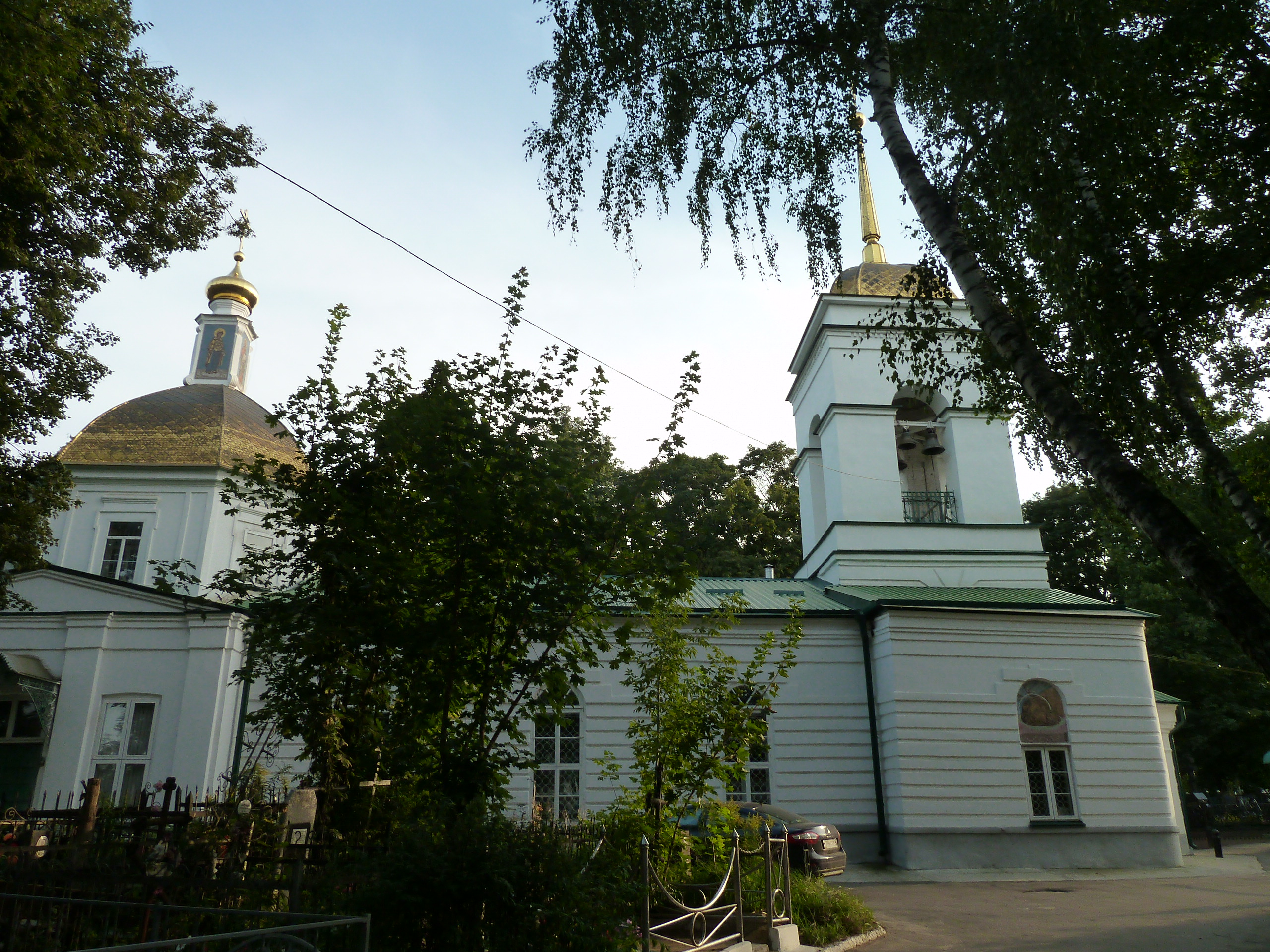
Приходская Крестительская церковь

После запрета Сенатом (в связи с эпидемией чумы 1770 года) использовать территорию городских приходских церквей для захоронений, в юго-западной части города в 1772 году создаётся кладбище, на месте которого стояла небольшая часовня во имя св. Иоанна Крестителя. И кладбище стало называться Крестительским. Оно является самым старым городским из существующих ныне в Орле. В 1774 году на нём была заложена и в 1777 построена на пожертвования мирян каменная церковь во имя того же святого. Со временем храм подстраивался и расширялся. В 1884 году кладбище обнесли кирпичной оградой. Рядом с церковью хоронили священнослужителей. Первым был похоронен иконописец диакон Марко. Рядом находятся могилы митрополита Орловского и Брянского Палладия (1896—1976) и архиепископа Орловского и Брянского Варфоломея (1928—1988), архиепископа Николая Петровича Поликарпова (1887—1938) — отца авиаконструктора Н. Н. Поликарпова. В 1812 году здесь хоронили умерших от ран французских и русских солдат. Захоронены многие известные орловцы: участник русско-турецкой войны 1877—1878 гг. Д. П. Джунковский (1851—1953), краеведы Я. И. Горожанский (1858—1913) и П. В. Сизов (1931—1989), писатель Л. Н. Афонин (1918—1975), архитектор Александр Самсонович Тодоров (1879—1949), художник Вячеслав Алексеевич Пуршев (1935—1967), известные купцы Калашниковы, Сухановы, Серебренниковы и другие. На кладбище захоронен юродивый Афанасий Андреевич Сайко Архивная копия от 31 октября 2016 на Wayback Machine. На южной стороне находится мемориальное воинское захоронение воинов, погибших при освобождении Орла в 1943 году. В 2009 году Администрацией города принято постановление о включении кладбища в перечень закрытых на территории города.

### Троицкое

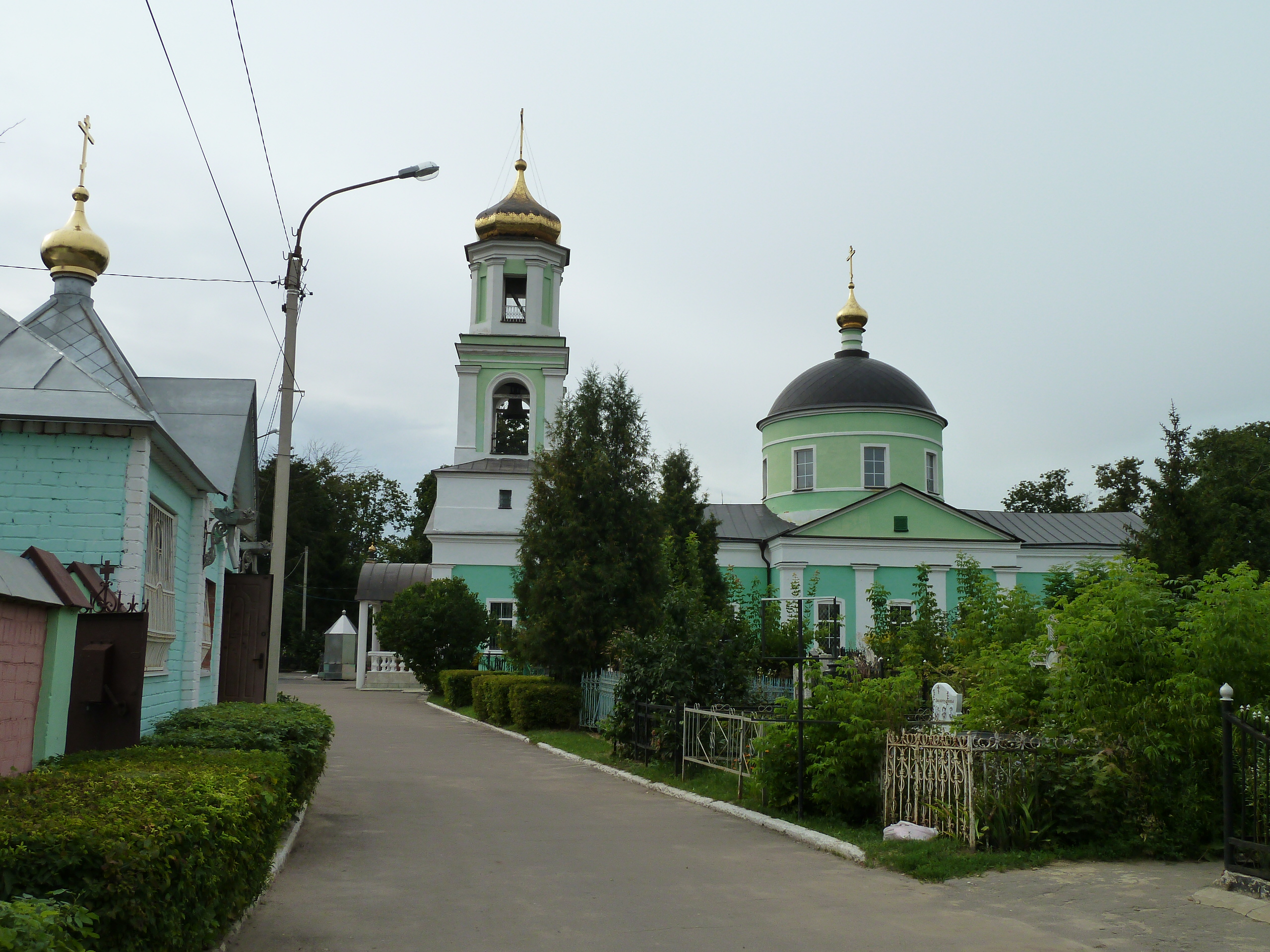
Троицкая церковь

После учреждения в 1778 году Орловской губернии и утверждения регулярного плана Орла, в 1779 году был произведён отвод кладбищенского земельного участка на северной окраине города. Первоначально в народе его называли «дворянским». Сразу за главными воротами старинной кузнечной работы находится кладбищенская церковь, строительство которой началось в 1823 году и в 1828-м она была освящена в честь святой Живоначальной Троицы. Церковь представляет интерес не только как памятник архитектуры, но и тем, что в юго-восточном алтарном приделе покоится прах Героя Отечественной войны 1812 года Алексея Петровича Ермолова. Внутри церкви у алтаря находится беломраморная статуя Христа, автором которой, предположительно, является скульптор Антокольский. Справа у церкви в 2006 году установлен памятник из чёрного мрамора уроженцу Орловщины — основателю московской гистологической школы А. И. Бабухину (похоронен в Москве). Рядом с церковью захоронен известный орловский краевед Гавриил Михайлович Пясецкий. На кладбище также похоронены краевед А. Г. Пупарев, генерал-майор М. П. Пучковский (ум. в 1911), орловский банкир В. Э. Ромер (1840—1907), священнослужители Н. И. Корольков (1823—1883) и И. И. Крылов (1846—1911). В Советское время здесь также хоронили известных орловцев: краеведов, артистов, строителей, работников культуры, директоров предприятий, представителей органов партийной и государственной власти. В состав кладбища на западной его стороне входит захоронение воинов, погибших при освобождении Орла в 1943 году, орловских партизан, красноармейцев Гражданской войны. На северной стороне за оградой размещались тюремное кладбище и кладбище самоубийц. На Троицком кладбище имелось множество монументальных памятников из бронзы, чугуна, цветного гранита и мрамора. Многое не сохранилось. Но и то, что сохранилось, представляет редкий мемориальный ансамбль историко-культурной значимости. В 2009 году кладбище включено в перечень закрытых на территории города.

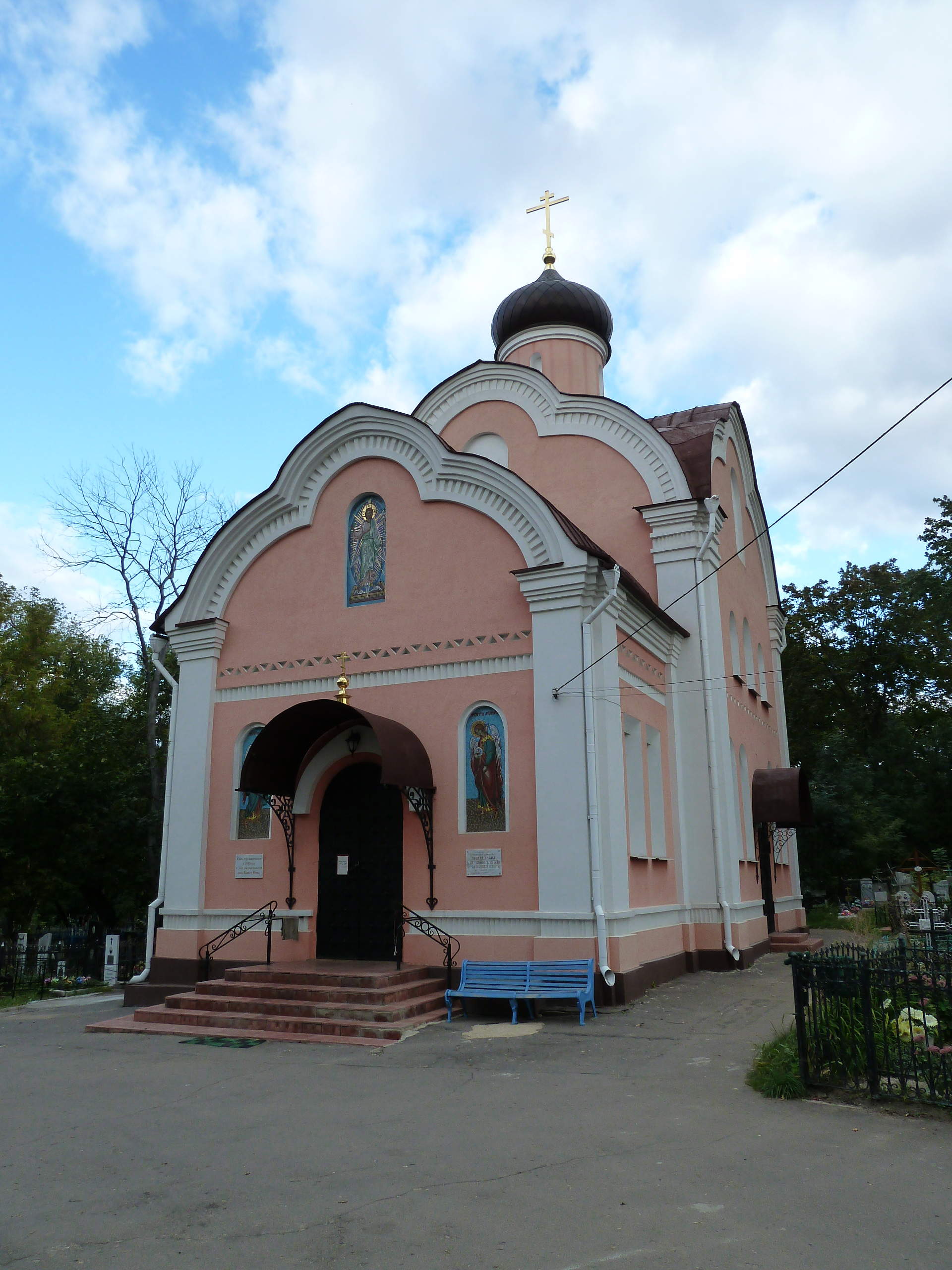
Кладбищенская Воскресенская церковь

### Афанасьевское
Кладбище находится в восточной части города на улице Емельяна Пугачёва. В 1844 году после опустошительного городского пожара 1843 года Введенский женский монастырь с древнего Афанасьевского погоста (ныне здесь располагается типография «Труд» и сквер Артиллеристов) был переведён на новое место на улицу 1-я Курская к приходской Христорождественской церкви. Указом Сената от 27 февраля 1887 года при этом монастыре было основано новое кладбище, которое по указу Орловской духовной консистории от 9 января 1890 года стало именоваться новым Афанасьевским. Название сохранилось по старому погосту, где ранее находился женский монастырь. На кладбище кроме умерших монахинь хоронили также и жителей близлежащих окрестностей. Старое Афанасьевское кладбище было упразднено и заброшено. Во время строительства зданий по улице Болховской (сегодня ул. Ленина) на окраине старого погоста около Орлика было обнаружено много захоронений и деревянных долблёных гробов. Кладбищенская деревянная церковь во имя Воскресения Христа была построена в Москве, а затем перевезена в Орёл и освящена 4 августа 1895 года. В народе эту церковь называли как и кладбище — Афанасьевской. В 1996 году церковь сгорела. На её месте была построена и в 2001 году освящена новая кирпичная. С 2009 года решением администрации Орла кладбище включено в перечень закрытых на территории города.

## Новые

### Наугорское
В связи с нехваткой мест на старых городских кладбищах в середине 1970-х годов за городом по Наугорскому шоссе было выделено место для устройства нового Наугорского загородного кладбища. Территория кладбища со временем расширялась. В 1999 году был дополнительно выделен участок площадью 19 га, в 2003 году новый участок площадью 17,4 га. В 2003 году все участки объединили в единый, общая площадь которого составили более 36 гектаров. В 2009 году рядом открылась новая часть кладбища площадью 17 га на 40000 захоронений. В 2005 году, после получения благословения от Орловского архиепископа Паисия, по инициативе председателя приходского совета Иверской церкви Н. Е. Дёминой на средства Иверского прихода построили кладбищенскую церковь во имя иконы Божией Матери «Взыскание погибших». Постановлением администрации города в 2009 году Наугорское кладбище утверждено действующим общественным кладбищем города Орла.

### Лужковское

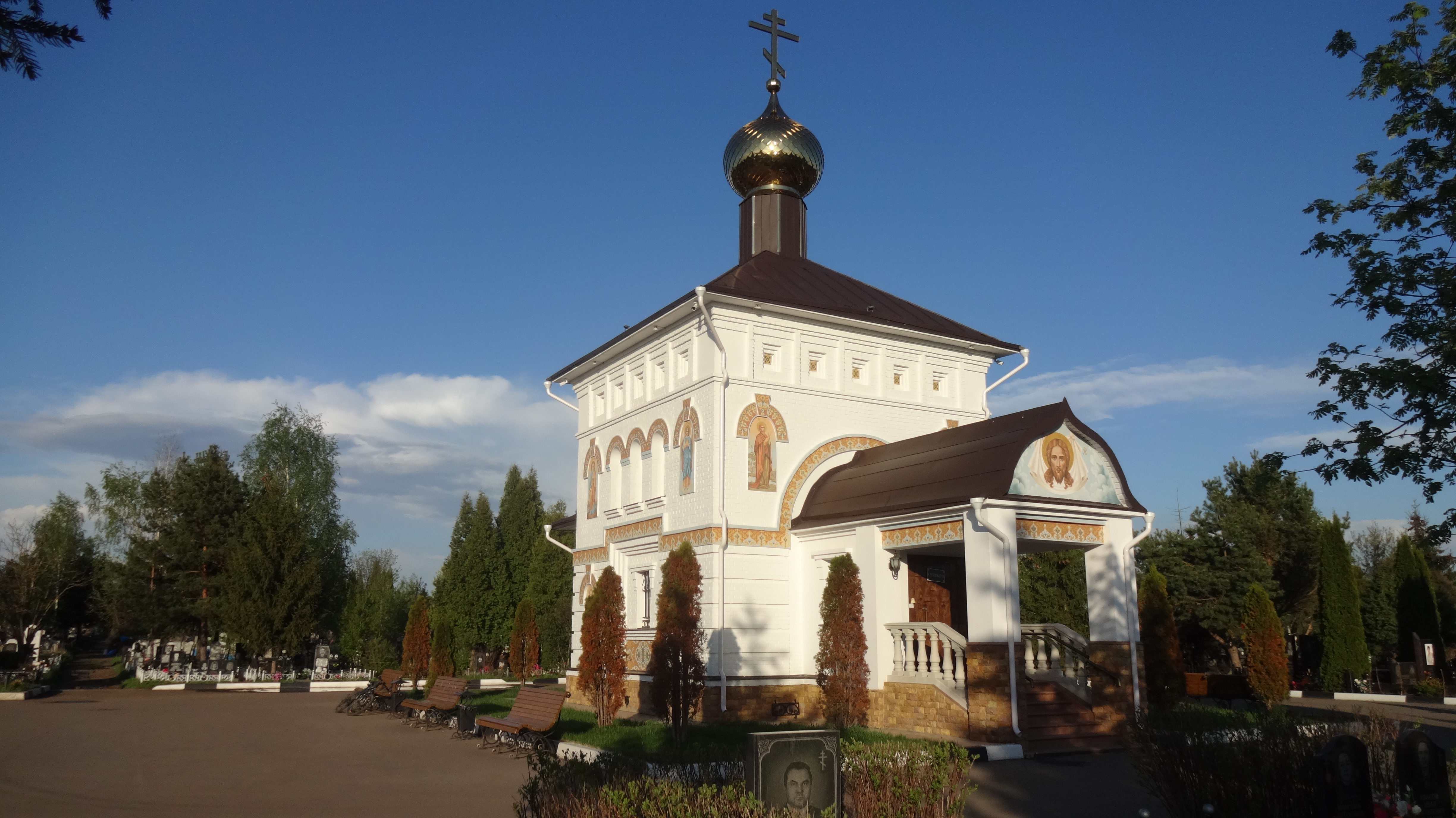
Часовня Димитрия Солунского на Лужковском кладбище

В 1980 году по решению Орловского исполкома областного Совета народных депутатов был выделен земельный участок для устройства нового Лужковского кладбища. На территории кладбища в феврале 1998 года была освящена, приписанная к Смоленскому храму, часовня во имя великомученика Димитрия Солунского, сооружённая по проекту архитектора Г. Т. Ракитина Архивная копия от 1 декабря 2016 на Wayback Machine. В 2009 году постановлением администрации города Лужковское кладбище утверждено как общественное с ограниченным использованием.

## Другие захоронения
В конце 1812 года в Орле образовалось захоронение умирающих от болезней пленных французов. Оно располагалось в районе сегодняшней улицы 60-летия Октября. В настоящее время это место никак не обозначено. В 1908 году на окраине города построили Орловскую каторжную тюрьму (ныне ул. Красноармейская), на территории которой возникло несанкционированное тюремное кладбище, где хоронили умерших уголовных и политических заключённых. Возле основанного в 1797 году на Верхне-Дворянской (ныне Октябрьской) улице Петропавловского кафедрального собора в 1918 году появилось Братское революционное кладбище (ныне сквер перед Областной научной библиотекой им. И. А. Бунина), на котором хоронили людей отдавших свои жизни для установления Советской власти на Орловщине. Здесь были захоронены красноармейцы сводного Орловского батальона, погибшие при подавлении Ливенского восстания, командир Коммунистического полка М. Г. Медведев и красноармейцы, погибшие при защите города от белогвардейцев, пролетарский поэт Иван Селихов, а также генерал Л. Н. Гуртьев, подполковник С. К. Резниченко Архивная копия от 23 мая 2018 на Wayback Machine, красноармеец Т. Н. Юнникова, второй секретарь Орловского обкома ВЛКСМ Александр Бакин и другие. В 1954 году их останки перенесли на Троицкое кладбище. Известно несколько мест захоронений в годы репрессий. К числу наиболее известных мест массовых расстрелов относятся овраг «Чёртов ров» к северо-западу от Троицкого кладбища и район агроуниверситета, а также Медведевский лес, где покоятся останки 157 политзаключённых, расстрелянных перед вступлением фашистских войск в город Орёл. В том же Медведевском лесу находится одно из самых больших братских кладбищ, на котором захоронены расстрелянные в годы оккупации советские граждане. Другим местом массовых захоронений является место у северо-восточной стены Орловского каторжного централа, где был создан фашистами лагерь для военнопленных и гражданских. Всего здесь захоронено 5000 советских граждан. Местом расстрела и захоронения евреев в годы войны был лес Андриабуж. Во время оккупации в Орле существовало и несколько мест, где хоронили умерших от ран и болезней немецких солдат. Эти места находились между Троицким и Гарнизонным кладбищами, рядом с железнодорожным вокзалом на краю Афанасьевского кладбища, в лесопарке Победы, на месте завода «Протон», на краю оврага напротив парка «Дворянское гнездо», на территории лицея № 22, на ул. Комсомольской напротив аэропорта, возле парка «Ботаника» было захоронение нескольких сотен немецких военнопленных, содержавшихся с 1945 по 1948 год в лагере НКВД номер 263 и занимавшихся послевоенным восстановлением Орла и в других местах. Все немецкие захоронения были ликвидированы после войны. После освобождения Орла в городе появились новые братские захоронения. Среди них Сквер танкистов. На территории локомотивного депо ст. Орёл находится братское захоронение железнодорожников, погибших в годы Великой Отечественной войны.